# Caccodes pseudosubcostatus
Caccodes pseudosubcostatus es una especie de coleóptero de la familia Cantharidae.

## Distribución geográfica
Habita en México.